# Kỳ thị tôn giáo
Kỳ thị tôn giáo hay phân biệt đối xử tôn giáo là việc đối xử với một người hoặc một nhóm người khác nhau vì niềm tin cụ thể mà họ có về một tôn giáo. Điều này bao gồm các trường hợp khi những người theo các tôn giáo, giáo phái hoặc phi tôn giáo khác nhau bị đối xử bất bình đẳng do niềm tin cụ thể của họ, trước pháp luật hoặc trong các bối cảnh thể chế, chẳng hạn như trong việc làm hoặc nhà ở.
Sự phân biệt đối xử tôn giáo có liên quan đến sự đàn áp tôn giáo, những hình thức cực đoan nhất sẽ bao gồm những trường hợp con người bị hành quyết vì những niềm tin được cho là dị giáo. Các luật chỉ mang tính trừng phạt nhẹ được mô tả là các hình thức đàn áp tôn giáo nhẹ hoặc phân biệt đối xử tôn giáo.
Ngay cả trong các xã hội nơi tự do tôn giáo là quyền hiến định, những người theo tôn giáo thiểu số đôi khi cũng bày tỏ lo ngại về sự phân biệt đối xử tôn giáo đối với họ. Trong phạm vi các chính sách pháp luật có liên quan, các trường hợp được coi là kỳ thị tôn giáo có thể là kết quả của sự can thiệp của lĩnh vực tôn giáo với các lĩnh vực khác của công chúng được luật pháp quy định.

## Ở các nước phương Tây

Sự giải phóng người Do Thái ở Châu Âu

### Hoa Kỳ
Trong một cuộc tham vấn năm 1979 về vấn đề này, Ủy ban Dân quyền Hoa Kỳ đã xác định sự phân biệt đối xử tôn giáo liên quan đến các quyền công dân được bảo đảm bởi Tu chính án thứ mười bốn của Hiến pháp Hoa Kỳ. Trong khi các quyền tự do dân sự về tôn giáo, chẳng hạn như quyền nắm giữ hoặc không giữ một tín ngưỡng tôn giáo, là điều cần thiết cho Tự do Tôn giáo (ở Hoa Kỳ được bảo đảm bởi Tu chính án thứ nhất), phân biệt đối xử tôn giáo xảy ra khi ai đó bị từ chối "sự bảo vệ bình đẳng của luật pháp, bình đẳng về địa vị theo pháp luật, đối xử bình đẳng trong quản lý công lý, bình đẳng về cơ hội và tiếp cận việc làm, giáo dục, nhà ở, dịch vụ và cơ sở vật chất công cộng và chỗ ở công cộng vì họ thực hiện quyền tự do tôn giáo ".
Tuy nhiên, các trường hợp phân biệt đối xử tôn giáo cũng có thể là kết quả của sự can thiệp của lĩnh vực tôn giáo với các lĩnh vực công chúng khác được luật pháp quy định. Mặc dù ở Hoa Kỳ, Điều khoản Tự do Thực hiện của Tu chính án Thứ nhất tuyên bố rằng "Quốc hội sẽ không đưa ra luật nào tôn trọng việc thành lập tôn giáo, hoặc cấm thực hiện tự do tôn giáo", trong vụ án Reynolds v. Hoa Kỳ Tòa án tối cao Hoa Kỳ quyết định rằng bổn phận tôn giáo không phải là biện pháp bảo vệ thích hợp cho một bản cáo trạng tội phạm. Trong trường hợp cụ thể này, một đạo luật chống đa phu thê không được coi là phân biệt đối xử với những người Mormons, những người đã ngừng thực hành chế độ đa thê vào năm 1890.

### Canada
Ở Canada, trong giai đoạn 1995-1998, Newfoundland chỉ có các trường Cơ đốc giáo (4 trường trong số đó là Ngũ tuần, Công giáo La mã, Cơ đốc Phục lâm, và liên giáo phái (Anh giáo, Salvation Army và United Church)). Quyền tổ chức các trường tôn giáo được công khai ủng hộ chỉ được trao cho một số giáo phái Cơ đốc nhất định, do đó tiền thuế được sử dụng để hỗ trợ một nhóm các giáo phái Cơ đốc được lựa chọn. Các trường giáo phái cũng có thể từ chối nhận học sinh hoặc thuê một giáo viên có trình độ vì lý do tôn giáo thuần túy. Quebec đã sử dụng hai hệ thống trường học, một theo đạo Tin lành và một hệ thống khác theo Công giáo La Mã, nhưng có vẻ như hệ thống này sẽ được thay thế bằng hai hệ thống trường học thế tục: một tiếng Pháp và một hệ thống tiếng Anh.
Ontario có hai hệ thống trường học hoạt động trở lại trước khi có Liên bang. Đạo luật Bắc Mỹ của Anh (1867) đã trao cho các Tỉnh quyền tài phán về giáo dục. Mục 93 của Đạo luật BNA đề nghị bảo vệ hiến pháp cho các trường giáo phái vì chúng tồn tại trong luật tại thời điểm Liên bang. Giống như "Trường công lập", các trường Công giáo được tài trợ hoàn toàn từ mẫu giáo đến lớp 12. Tuy nhiên, những thay đổi sâu sắc về nhân khẩu học trong vài thập kỷ qua đã khiến tỉnh Ontario trở thành một xã hội đa văn hóa, đa chủng tộc và đa tôn giáo. Suy nghĩ cho rằng một nhóm tôn giáo có đặc quyền có các trường học được tài trợ từ ngân sách công đang trở nên không thể chấp nhận được trong một xã hội đa nguyên, đa văn hóa, thế tục. Mặc dù cũng đúng khi những người gửi con cái của họ đến các trường đó được coi như đã chuyển tiền thuế của họ vào hệ thống trường đó.
Đại học dựa trên tín ngưỡng của Canada, Đại học Trinity Western hiện đang đối mặt với thách thức từ các thành viên của cộng đồng LGBT và luật pháp về quyền tự do giáo dục sinh viên trong bối cảnh đại học tư trong khi vẫn giữ một số "giá trị tôn giáo", chẳng hạn như quyền tự do phân biệt đối xử với người khác, bao gồm cả việc yêu cầu học sinh ký vào lời thề trinh tiết và từ chối các quyền của học sinh LGBT như học sinh bình thường. TWU đã phải đối mặt với một trận chiến tương tự vào năm 2001 (Đại học Trinity Western v. Trường Cao đẳng Sư phạm British Columbia) với việc Tòa án Tối cao Canada ra phán quyết rằng TWU có khả năng giảng dạy các ngành chuyên môn.
Vào ngày 16 tháng 6 năm 2019, Quebec đã cấm các công chức có chức vụ quyền hạn đeo biểu tượng tôn giáo có thể nhìn thấy được. Luật được xây dựng với mục tiêu thúc đẩy tính trung lập. Thủ tướng Trudeau cho rằng lệnh cấm đi ngược lại các quyền cơ bản của người dân Canada.

### Đức
Các tín đồ Scientology ở Đức phải đối mặt với những hạn chế chính trị và kinh tế cụ thể. Họ bị cấm tư cách thành viên trong một số đảng phái chính trị lớn và các doanh nghiệp cũng như người sử dụng lao động khác sử dụng cái gọi là "bộ lọc giáo phái" để phơi bày mối quan hệ của đối tác kinh doanh hoặc nhân viên tiềm năng với tổ chức. Các bộ trưởng nội vụ liên bang và tiểu bang của Đức bắt đầu một quá trình nhằm cấm Khoa học giáo vào cuối năm 2007, nhưng đã từ bỏ sáng kiến này một năm sau đó, vì nhận thấy không đủ cơ sở pháp lý. Mặc dù vậy, các cuộc thăm dò cho thấy hầu hết người Đức ủng hộ việc cấm Khoa học giáo hoàn toàn. Chính phủ Hoa Kỳ đã nhiều lần đưa ra quan ngại về các hoạt động phân biệt đối xử nhắm vào các cá nhân theo giáo phái Scientology.

### Hy Lạp
Ở Hy Lạp kể từ khi độc lập khỏi sự cai trị của người Hồi giáo Ottoman vào thế kỷ 19, Giáo hội Chính thống giáo Hy Lạp đã được trao đặc quyền và chỉ có nhà thờ Chính thống Hy Lạp, Công giáo La Mã, một số nhà thờ Tin lành, Do Thái giáo và Hồi giáo là các tôn giáo được công nhận. Nhóm thiểu số Hồi giáo cáo buộc rằng Hy Lạp phân biệt đối xử có hệ thống và dai dẳng đối với người Hồi giáo.
Gần đây, giáo sư Nick Drydakis (Đại học Anglia Ruskin) đã kiểm tra tín ngưỡng tôn giáo và thành kiến trong tìm việc làm ở Athens, bằng cách thực hiện một nghiên cứu thực nghiệm. Kết quả thị trường lao động (khả năng tiếp cận nghề nghiệp, mức lương gia nhập và thời gian chờ gọi lại) được đánh giá đối với ba nhóm tôn giáo thiểu số (Ngũ tuần, Tin lành và Nhân chứng Giê-hô-va). Kết quả chỉ ra rằng các nhóm thiểu số tôn giáo có sự thiên vị về việc làm. Hơn nữa, các nhóm thiểu số tôn giáo phải đối mặt với những hạn chế lớn hơn trong việc tiếp cận nghề nghiệp trong những công việc có uy tín hơn so với những công việc kém uy tín hơn. Sự thiên lệch về tiếp cận nghề nghiệp và mức lương đầu vào là cao nhất đối với phụ nữ thiểu số tôn giáo. Trong mọi trường hợp, Nhân Chứng Giê-hô-va phải đối mặt với sự thiên vị lớn nhất; chủ lao động nữ đưa ra mức lương đầu vào cho Nhân Chứng Giê-hô-va thấp hơn đáng kể so với chủ lao động nam.

### Mexico
Theo một báo cáo Thực hành Nhân quyền của Bộ Ngoại giao Hoa Kỳ về México lưu ý rằng "một số quan chức địa phương vi phạm tự do tôn giáo, đặc biệt là ở miền nam". Có xung đột giữa những người theo đạo Công giáo / Maya và những người theo đạo Tin lành ở vùng Chiapas.